# Beilicato di Teke
Il beilicato anatolico di Teke (in turco Tekeoğulları Beyliği, 1321-1423), con capitale Antalya, fu uno dei principati di frontiera stabiliti dai clan turchi Oghuz dopo il declino del sultanato selgiuchide di Rûm.

## Storia
La dinastia dei Teke iniziò con una divisione dei territori tra due fratelli della vicina dinastia degli Hamididi. Yunus Bey divenne il primo sovrano del beilicato. Gli abitanti parlavano turco anatolico.

## Territorio attuale
La provincia turca di Antalya è stata chiamata la sub-provincia (sanjak o sangiaccato) di Teke fino ai primi anni della Repubblica di Turchia. La penisola ad ovest di Antalya è chiamata penisola di Teke.

## Elenco dei governanti
1. Yunus Bey (1319–1324)
2. Mahmud Bey (1324-1328)
3. Sinânüddin Hızır Bey (1328-1355)
4. Dadı Bey (1355–1360)
5. Mübârizüddin Mehmed Bey (1360–1380)
6. Osman Çelebi (1380-1391)
7. (Dominio ottomano, 1391-1402)
8. Osman Çelebi (1402-1421)